# Vlag van Hoogheemraadschap voor het Land van Heusden en Altena

Vlag van Hoogheemraadschap voor het Land van Heusden en Altena

De vlag van Hoogheemraadschap voor het Land van Heusden en Altena is op onbekende datum vastgesteld als de vlag van het Hoogheemraadschap voor het Land van Heusden en Altena. De vlag kan als volgt worden beschreven:
Blauw met in het midden het waterschapswapen van 3/4 vlaghoogte.
De blauwe achtergrond van de vlag toont het wapen van deze waterschap, het wiel het wapen van de vestingstad Heusden, en de sterren symboliseren de 10 gemeenten op het waterschap. De rand stelt de dijk voor die het eiland omringt, en de wegen op de dijken.
Vanaf 1976 is de vlag niet langer als de vlag van deze waterschap in gebruik omdat het Hoogheemraadschap voor het Land van Heusden en Altena in het nieuwe Hoogheemraadschap Alm en Biesbosch op is gegaan.

## Verwante afbeeldingen

Wapen van Hoogheemraadschap voor het Land van Heusden en Altena

Aa en Maas · Amstel, Gooi en Vecht · Brabantse Delta · Delfland · De Dommel · Drents Overijsselse Delta · Fryslân · Hollands Noorderkwartier · Hollandse Delta · Hunze en Aa's · Limburg · Noorderzijlvest · Rijn en IJssel · Rijnland · Rivierenland · Scheldestromen · Schieland en de Krimpenerwaard · De Stichtse Rijnlanden · Vallei en Veluwe · Vechtstromen · Zuiderzeeland
Voormalige waterschappen: 
De Aa · De Aarlanden · Alblasserwaard en de Vijfheerenlanden · De Alm · Amelander Grieën · Amstel- en Gooiland · Amstelland · Boarn en Klif · De Bovenvecht · Drentse Aa · Duurswold · Eemszijlvest · Goeree-Overflakkee · Gouwelanden · Groot Maas en Waal · Groot-Haarlemmermeer · Groot-Waterschap van Woerden · Groote Waard · Haarlemmermeerpolder · Hulster Ambacht · IJsselmonde · Krimpenerwaard · Land van Heusden en Altena · Het Lange Rond · Lauwerswâlden · Leidse Rijn · Linge · De Maaskant · Het Maasterras · Mark en Dintel · Marne-Middelsee · Meer en Woude · De Middelsékrite · De Nederwaard · Noord-Beveland · Noord- en Zuid-Beveland · Noord-Limburg · Noord-Veluwe · Noordhollands Noorderkwartier · Noordoostpolder · Noordwoude · Oldambt · Oude IJssel · De Overwaard · De Proosdijlanden · Purmer · Regge en Dinkel · De Runde · Salland · Schermer · Schieland · De Schipbeek · Schouwen-Duiveland · Sevenwolden · De Stellingwerven · Tholen · Tusken Waed en Ie · Uitwaterende Sluizen in Kennemerland en West-Friesland · De Vechtlanden · De Vier Noorder Koggen · Het Vrije van Sluis · De Waadkant · Walcheren · Waterland · De Waterlanden · Westergo's IJsselmeerdijken · Westerkwartier · Westfriesland · Wilck en Wiericke · Wilhelminapolder · Zuiveringschap Limburg